# ديوان الجريدة الرسمية (فلسطين)
ديوان الجريدة الرسمية الفلسطينية هو مؤسسة حكومية ذات شخصية اعتبارية وذمة مالية وأهلية قانونية، والخلف القانوني والواقعي لديوان الفتوى والتشريع الفلسطيني. تأسس بعد إصدار الرئيس الفلسطيني محمود عباس قرارًا بقانون رقم (33) لسنة 2022. تُعد مدينة القدس المقر الدائم للديوان، ويكون له مقرات مؤقتة في محافظتي رام الله والبيرة وغزة.

## التاريخ
بعد تأسيس السلطة الوطنية الفلسطينية عام 1994 نتيجة اتفاقيات السلام بين منظمة التحرير الفلسطينية وإسرائيل عام 1993. شكّل رئيس السلطة الوطنية الفلسطينية ياسر عرفات نتيجة قرار رئاسي رقم (286) لسنة 1995 مؤسسة ديوان الفتوى والتشريع في 9 ديسمبر 1995. في 3 مايو 2005، قررت حكومة أحمد قريع الثالثة إتباع الديوان إلى مجلس الوزراء بدلًا من وزارة العدل.
في 2 يوليو 2022 قرر الرئيس الفلسطيني محمود عباس إنشاء ديوان الجريدة الرسمية الذي يُعد الخلف القانوني والواقعي لديوان الفتوى والتشريع الذي ستؤول مخصصاته وممتلكاته وموجوداته وأمواله وحقوقه وموظفيه كافة إلى ديوان الجريدة الرسمية. كما ألغى القرارات والمراسيم السابقة كافة. أصبحت القرار ساري المفعول بعد شهر من إصداره.

## رؤساء الديوان
- ريم أبو الرب، منذ 22 أغسطس 2022 وحتى الآن.[4]

## وصلات خارجية
- الموقع الرسمي لديوان الجريدة الرسمية الفلسطيني